# Pole Position II
Pole Position II (ポールポジションII Pōru Pojishon Tsū?) es la secuela del videojuego arcade de carreras Pole Position, lanzado por Namco en 1983. Al igual que su predecesor, Namco otorgó la licencia de este juego a Atari, Inc. para su fabricación y distribución en los EE. UU., que también lanzó un puerto como el juego de paquete para su consola Atari 7800 ProSystem. Las máquinas de arcade de Pole Position se pueden convertir a Pole Position II intercambiando algunos chips.
El modo de juego es el mismo que en la Pole Position original con tres pistas adicionales para elegir: Test (parecido al Indianapolis Motor Speedway), Seaside (similar al circuito del Gran Premio del oeste de los Estados Unidos de 1982 en Long Beach) y Suzuka.

## Diferencias menores del original
Los autos tienen un esquema de color diferente, las explosiones ahora muestran escombros, hay varias vallas publicitarias nuevas y hay una nueva canción de apertura. El temporizador se muestra como "TIME" en la versión japonesa (como en el juego original), y se muestra como "UNIT" en la versión estadounidense.

## Relanzamientos
Pole Position II se ha relanzado como parte de varias compilaciones del Namco Museum, pero se eliminaron los dos circuitos permanentes activos (debido a problemas de licencia con Fuji y Suzuka), y circuitos similares, el Circuito de Namco y el Circuito de Maravilla (después de la serie de Namco Wonder de parques temáticos japoneses) respectivamente. En Namco Museum Virtual Arcade, se les cambió el nombre a Azul y Naranja respectivamente, a pesar de que ninguna de las dos pistas muestra los colores. Los diseños eran similares.
En 2006, Namco Networks lanzó Pole Position II para teléfonos móviles.